# Filho do Céu
Filho do Céu, ou Tianzi (em chinês: 天子; pinyin: Tiānzǐ), era o título sagrado monárquico e imperial do soberano chinês. Teve origem na Dinastia Chou  e foi fundada na doutrina política e espiritual do Mandato do Céu. Desde a Dinastia Chin, o título imperial secular do Filho do Céu era "Huangdi".
O título "Filho do Céu" foi posteriormente adotado por outros monarcas da Sinosfera para justificar seu governo. O nome Império Celestial (ou "Dinastia Celestial") também foi usado em referência ao status do imperador chinês como Filho do Céu na Sinosfera.
O Filho do Céu era o monarca universal supremo, que governava tianxia (significa "tudo sob o céu"). Seu status é traduzido em inglês como "governante de todo o mundo".  O título "Filho do Céu" foi interpretado literalmente apenas na China e no Japão, cujos monarcas eram chamados de semideuses, divindades ou "deuses vivos", escolhidos pelos deuses e deusas do céu. 

## História e adoção

Filho do Céu era um título do Rei Wu de Zhou e dos soberanos chineses subsequentes.

O título "Filho do Céu" (em chinês: 天子; pinyin: Tiānzǐ; Chinês médio: tʰen t͡sɨX; Chinês antigo (B-S): *l̥ˤin *tsəʔ) é atestado mais cedo em inscrições de bronze datadas do reinado do Rei Kang de Zhou.  Este título deriva do conceito do Mandato do Céu, criado pelos monarcas da Dinastia Chou para justificar a deposição da Dinastia Shang. Eles sustentavam que  Céu havia revogado seu mandato dos Shang e o dado aos Zhou em retribuição à corrupção e ao desgoverno dos Shang. O céu concedeu o mandato a quem fosse mais apto a governar. O título responsabilizava o monarca pela prosperidade e segurança do seu povo, sob a ameaça de lhe retirar o mandato.  "Filho do Céu" era frequentemente um dos vários títulos adotados pelos monarcas sinosféricos. O Imperador Taizong de Tang possuía o título de "Filho do Céu", juntamente com o título de "Cã do Céu" (Tengeri Qaghan), que ele havia conquistado após derrotar o Grão-Canato Turco Oriental.  Os monarcas japoneses também usaram um segundo título, tennō (天皇, "Imperador Celestial") , que, como "Filho do Céu", apelava à conexão do imperador com o Céu. 
O título teve ampla influência em todo o Leste Asiático, já que o antigo título monárquico chinês, tianzi (天子), "Filho do Céu", foi posteriormente adotado pelo Imperador do Japão durante o período Asuka.  O Japão enviou missões diplomáticas à China, então governada pela dinastia Sui, e formou laços culturais e comerciais com a China.  O estado de Yamato, no Japão, modelou seu governo com base na burocracia imperial confucionista chinesa. Uma missão japonesa de 607 d.C. entregou uma mensagem do “Filho do Céu na terra onde o sol nasce... ao Filho do Céu na terra onde o sol se põe."  Mas o título do imperador japonês era menos contingente do que o do seu homólogo chinês; não havia nenhum mandato divino que punisse o imperador do Japão por não governar com justiça. O direito de governar do imperador japonês, descendente da deusa do sol Amaterasu, era absoluto. 
Com base em epitáfios que datam dos séculos IV e V, Goguryeo tinha conceitos do Filho do Céu (天帝之子) e tianxia.    Os governantes de Goryeo usaram os títulos de Santo Imperador-Rei (신성제왕, 神聖帝王) e Filho do Céu e posicionaram Goryeo no centro do Haedong (海東; "Leste do Mar") tianxia, que abrangia o domínio histórico do "Samhan", outro nome para os Três Reinos da Coreia.  
O título também foi adotado no Vietnã, conhecido em vietnamita como Thiên tử (Chữ Hán: 天子). Um mandato divino deu ao imperador vietnamita o direito de governar, baseado não na sua linhagem, mas na sua competência para governar.  A adopção pelo Vietname de uma burocracia confucionista, presidida pelo Filho do Céu do Vietname, levou à criação de um sistema tributário vietnamita no Sudeste Asiático, modelado segundo o sistema sinocêntrico chinês no Leste Asiático. 